# Northumberland
Northumberland er et ceremonielt grevskab og en Enhedslig myndighed i Nordøstengland.
Morpeth blev administrationsby i 1981. Tidligere var Newcastle upon Tyne hovedby, men denne by har siden 1974 ligget i grevskabet Tyne and Wear.

## Historie
De gamle kommuner blev nedlagte den 1. april 2009, da grevskabet (Northumberland County Council) fik sin nuværende form. Grevskabet har dog rødder tilbage til de angelsaksiske kongeriger Bernicia og Northumbria.
Landet blev kristnet af kong Oswald af Northumbria og munkene fra Lindisfarne. På grund af dette kaldes Northumberland ofte for «kristendommens vugge» (cradle of Christianity) i England.

## Sogne
| Name                              | Population (2001) | Tidligere distrikt/borough |
| --------------------------------- | ----------------- | -------------------------- |
| Acklington                        | 467               | Alnwick                    |
| Acomb                             | 1,184             | Tynedale                   |
| Adderstone with Lucker            | 195               | Berwick-upon-Tweed         |
| Akeld                             | 82                | Berwick-upon-Tweed         |
| Allendale                         | 2,120             | Tynedale                   |
| Alnham                            | 99                | Alnwick                    |
| Alnmouth                          | 562               | Alnwick                    |
| Alnwick                           | 7,767             | Alnwick                    |
| Alwinton                          | 71                | Alnwick                    |
| Amble                             | 6,044             | Alnwick                    |
| Ancroft                           | 885               | Berwick-upon-Tweed         |
| Bamburgh                          | 454               | Berwick-upon-Tweed         |
| Bardon Mill                       | 364               | Tynedale                   |
| Bavington                         | 99                | Tynedale                   |
| Beadnell                          | 528               | Berwick-upon-Tweed         |
| Belford                           | 1,055             | Berwick-upon-Tweed         |
| Belsay                            | 436               | Castle Morpeth             |
| Bewick                            | 69                | Berwick-upon-Tweed         |
| Biddlestone                       | 88                | Alnwick                    |
| Bowsden                           | 157               | Berwick-upon-Tweed         |
| Branxton                          | 121               | Berwick-upon-Tweed         |
| Brinkburn                         | 200               | Alnwick                    |
| Callaly                           | 150               | Alnwick                    |
| Capheaton                         | 160               | Castle Morpeth             |
| Carham                            | 347               | Berwick-upon-Tweed         |
| Cartington                        | 97                | Alnwick                    |
| Chatton                           | 438               | Berwick-upon-Tweed         |
| Choppington                       | ?                 | Castle Morpeth             |
| Cornhill-on-Tweed                 | 318               | Berwick-upon-Tweed         |
| Craster                           | 342               | Alnwick                    |
| Cresswell                         | 237               | Castle Morpeth             |
| Denwick                           | 266               | Alnwick                    |
| Doddington                        | 146               | Berwick-upon-Tweed         |
| Earle                             | 89                | Berwick-upon-Tweed         |
| Easington                         | 139               | Berwick-upon-Tweed         |
| East Chevington                   | 3,192             | Castle Morpeth             |
| Edlingham                         | 196               | Alnwick                    |
| Eglingham                         | 357               | Alnwick                    |
| Ellingham                         | 282               | Berwick-upon-Tweed         |
| Ellington and Linton              | 2,678             | Castle Morpeth             |
| Elsdon                            | 205               | Alnwick                    |
| Embleton                          | 699               | Alnwick                    |
| Ewart                             | 72                | Berwick-upon-Tweed         |
| Felton                            | 958               | Alnwick                    |
| Ford                              | 487               | Berwick-upon-Tweed         |
| Glanton                           | 222               | Alnwick                    |
| Harbottle                         | 235               | Alnwick                    |
| Hartburn                          | 198               | Castle Morpeth             |
| Hauxley                           | 220               | Alnwick                    |
| Haydon                            | 2,184             | Tynedale                   |
| Hebron                            | 679               | Castle Morpeth             |
| Heddon-on-the-Wall                | 1,518             | Castle Morpeth             |
| Hedgeley                          | 322               | Alnwick                    |
| Hepple                            | 139               | Alnwick                    |
| Hepscott                          | 898               | Castle Morpeth             |
| Hesleyhurst                       | 30                | Alnwick                    |
| Hexham                            | 11,829            | Tynedale                   |
| Hollinghill                       | 90                | Alnwick                    |
| Holy Island                       | 162               | Berwick-upon-Tweed         |
| Horncliffe                        | 374               | Berwick-upon-Tweed         |
| Ilderton                          | 94                | Berwick-upon-Tweed         |
| Ingram                            | 148               | Berwick-upon-Tweed         |
| Kilham                            | 131               | Berwick-upon-Tweed         |
| Kirknewton                        | 108               | Berwick-upon-Tweed         |
| Kyloe                             | 323               | Berwick-upon-Tweed         |
| Lesbury                           | 871               | Alnwick                    |
| Lilburn                           | 106               | Berwick-upon-Tweed         |
| Longframlington                   | 979               | Alnwick                    |
| Longhirst                         | 446               | Castle Morpeth             |
| Longhorsley                       | 798               | Castle Morpeth             |
| Longhoughton                      | 1,442             | Alnwick                    |
| Lowick                            | 559               | Berwick-upon-Tweed         |
| Lynemouth                         | 1,832             | Castle Morpeth             |
| Matfen                            | 495               | Castle Morpeth             |
| Meldon                            | 162               | Castle Morpeth             |
| Middleton                         | 136               | Berwick-upon-Tweed         |
| Milfield                          | 243               | Berwick-upon-Tweed         |
| Mitford                           | 431               | Castle Morpeth             |
| Morpeth                           | 13,833            | Castle Morpeth             |
| Netherton                         | 194               | Alnwick                    |
| Netherwitton                      | 272               | Castle Morpeth             |
| Newton-by-the-Sea                 | 242               | Alnwick                    |
| Newton on the Moor and Swarland   | 822               | Alnwick                    |
| Norham                            | 536               | Berwick-upon-Tweed         |
| North Sunderland                  | 1,803             | Berwick-upon-Tweed         |
| Nunnykirk                         | 138               | Alnwick                    |
| Ord, Northumberland               | 1,365             | Berwick-upon-Tweed         |
| Pegswood                          | 3,174             | Castle Morpeth             |
| Ponteland                         | 10,871            | Castle Morpeth             |
| Prudhoe                           | 11,500            | Tynedale                   |
| Rennington                        | 305               | Alnwick                    |
| Roddam                            | 77                | Berwick-upon-Tweed         |
| Rothbury                          | 1,740             | Alnwick                    |
| Rothley                           | 136               | Alnwick                    |
| Shilbottle                        | 1,349             | Alnwick                    |
| Shoreswood                        | 163               | Berwick-upon-Tweed         |
| Snitter                           | 114               | Alnwick                    |
| Stamfordham                       | 1,047             | Castle Morpeth             |
| Stannington                       | 1,219             | Castle Morpeth             |
| Thirston                          | 510               | Castle Morpeth             |
| Thropton                          | 409               | Alnwick                    |
| Togston                           | 340               | Alnwick                    |
| Tritlington and West Chevington   | 218               | Castle Morpeth             |
| Ulgham                            | 365               | Castle Morpeth             |
| Wallington Demesne                | 361               | Castle Morpeth             |
| Warkworth                         | 1,493             | Alnwick                    |
| Whalton                           | 427               | Castle Morpeth             |
| Whittingham                       | 406               | Alnwick                    |
| Whitton and Tosson                | 223               | Alnwick                    |
| Widdrington                       | 158               | Castle Morpeth             |
| Widdrington Station and Stobswood | 2,386             | Castle Morpeth             |
| Wooler                            | 1,857             | Berwick-upon-Tweed         |